# Neizvesnost
Neizvesnost ili nesigurnost se odnosi na epistemičke situacije koje uključuju nesavršene ili nepoznate informacije. Ona se primenjuje na predviđanja budućih događaja, na fizička merenja koja su već izvršena ili na nepoznato. Neizvesnost nastaje u delimično vidljivim ili stohastičnim okruženjima, kao i zbog neznanja, indolentnosti ili oboje. Pojavljuje se u znatnom broju oblasti, uključujući osiguranje, filozofiju, fiziku, statistiku, ekonomiju, finansije, medicinu, psihologiju, sociologiju, inženjering, metrologiju, meteorologiju, ekologiju i informatiku.

## Koncepti
Iako se termini koriste na različite načine u široj javnosti, mnogi stručnjaci za teoriju odlučivanja, statistiku i druge kvantitativne oblasti definišu nesigurnost, rizik i njihovo merenje kao:

### Neizvesnost
Nedostatak izvesnosti, stanje ograničenog znanja gde je nemoguće tačno opisati postojeće stanje, budući ishod ili više mogućih ishoda.
Merenje nesigurnostiSkup mogućih stanja ili ishoda gde su verovatnoće dodeljene svakom mogućem stanju ili ishodu – ovo takođe uključuje primenu funkcije gustine verovatnoće na kontinuirane promenljive.

#### Neizvesnost drugog reda
U statistici i ekonomiji, neizvesnost drugog reda je predstavljena u funkcijama gustine verovatnoće nad verovatnoćama (prvog reda).
Mišljenja u subjektivnoj logici nose ovu vrstu neizvesnosti.

#### Rizik
Rizik je stanje neizvesnosti, gde neki mogući ishodi imaju neželjeni efekat ili značajan gubitak. Merenje rizika uključuje skup izmerenih neizvesnosti, gde su neki mogući ishodi gubici i veličine tih gubitaka. Ovo takođe uključuje funkcije gubitka nad kontinualnim promenljivim.

### Neizvesnost naspram varijabilnosti
Postoji razlika između neizvesnosti i varijabilnosti. Neizvesnost se kvantifikuje distribucijom verovatnoće koja zavisi od znanja o verovatnoći koja je pojedinačna, prava vrednost neizvesne veličine. Varijabilnost se kvantifikuje distribucijom frekvencija višestrukih instanci količine, izvedene iz posmatranih podataka.

### Najtovska neizvesnost
U ekonomiji, Frenk Najt je 1921. godine razlikovao neizvesnost od rizika pri čemu je neizvesnost nedostatak znanja koje je nemerljivo i nemoguće izračunati. Zbog odsustva jasno definisane statistike u većini ekonomskih odluka gde se ljudi suočavaju sa neizvesnošću, on je verovao da se može meriti verovatnoće u takvim slučajevima; ovo se sada naziva Najtovskom nesigurnošću.

## Literatura
- Lindley, Dennis V. (11. 09. 2006). Understanding Uncertainty. Wiley-Interscience. ISBN 978-0-470-04383-7.
- Gilboa, Itzhak (2009). Theory of Decision under Uncertainty. Cambridge: Cambridge University Press. ISBN 9780521517324.
- Halpern, Joseph (01. 09. 2005). Reasoning about Uncertainty. MIT Press. ISBN 9780521517324.
- Smithson, Michael (1989). Ignorance and Uncertainty. New York: Springer-Verlag. ISBN 978-0-387-96945-9.
- „Treading Thin Air: Geoff Mann on Uncertainty and Climate Change”. London Review of Books. 45 (17). (7 September 2023), pp. 17–19. "[W]e are in desperate need of a politics that looks [the] catastrophic uncertainty [of global warming and climate change] square in the face. That would mean taking much bigger and more transformative steps: all but eliminating fossil fuels... and prioritizing democratic institutions over markets. The burden of this effort must fall almost entirely on the richest people and richest parts of the world, because it is they who continue to gamble with everyone else's fate." (p. 19.)

## Spoljašnje veze
- „Measurement Uncertainties in Science and Technology, Springer 2005”. Архивирано из оригинала 15. 12. 2007. г.
- Proposal for a New Error Calculus
- „Estimation of Measurement Uncertainties — an Alternative to the ISO Guide” (PDF). Архивирано из оригинала (PDF) 27. 05. 2008. г.
- Bibliography of Papers Regarding Measurement Uncertainty
- Guidelines for Evaluating and Expressing the Uncertainty of NIST Measurement Results
- Strategic Engineering: Designing Systems and Products under Uncertainty (MIT Research Group)
- Understanding Uncertainty site Архивирано на веб-сајту  (16. мај 2019) from Cambridge's Winton programme
- Bowley, Roger (2009). „∆ – Uncertainty”. Sixty Symbols. Brady Haran for the University of Nottingham.